# Gregor Zerbe
Gregor Zerbe (* 10. April 1878 in Poppe, Kreis Schwerin an der Warthe; † 27. April 1933) war ein deutscher Landwirt und Politiker (Zentrum).
Zerbe besuchte das Gymnasium und die Landwirtschaftsschule und lebte als Gutsbesitzer in Poppe in der Provinz Posen, ab 1919 Grenzmark Posen-Westpreußen. 
Zerbe war in der Deutschen Zentrumspartei aktiv. Er war Vorsitzender des Provinzialverbands des Zentrums in der Grenzmark Posen-Westpreußen, Mitglied des Kreisausschusses von Schwerin an der Warthe und Mitglied des Provinziallandtages der Grenzmark Posen-Westpreußen. Für den Zeitraum von Mai 1921 bis Februar 1926 wurde er vom Provinziallandtag als stellvertretendes Mitglied in den Preußischen Staatsrat gewählt. Von März 1930 bis April 1933 war er für die Provinz Grenzmark Posen-Westpreußen Stellvertretender Bevollmächtigter zum Reichsrat.